# Sankt Petersburg North Legion
I Sankt Petersburg North Legion ((RU)  Северный Легион; già Vikings) sono una squadra di football americano di San Pietroburgo, in Russia. Hanno vinto una Coppa di Russia.

## Dettaglio stagioni

### Tornei nazionali

#### Campionato

##### Campionato russo/LAF/EESL
| Stagione | regular season | regular season | regular season | regular season | regular season | regular season | playoff | playoff | playoff | playoff | playoff | playoff          | playoff                          |
|          | Vin            | Par            | Per            | Tot            | PF             | PS             | Vin     | Per     | Tot     | PF      | PS      | risultato        | avversaria                       |
| -------- | -------------- | -------------- | -------------- | -------------- | -------------- | -------------- | ------- | ------- | ------- | ------- | ------- | ---------------- | -------------------------------- |
| 2014     | 2              | 0              | 2              | 4              | 127            | 70             | 0       | 1       | 1       | 7       | 30      | Quarti di finale | Moscow Patriots                  |
| 2015     | 2              | 0              | 6              | 8              | 140            | 205            | -       | -       | -       | -       | -       | -                | -                                |
| 2016     | 6              | 0              | 0              | 6              | 260            | 63             | 0       | 1       | 1       | 27      | 30      | Ottavi di finale | Sankt Petersburg Griffins        |
| 2017     | 4              | 0              | 3              | 7              | 152            | 177            | -       | -       | -       | -       | -       | -                | -                                |
| 2020     | 2              | 0              | 2              | 4              | 69             | 110            | -       | -       | -       | -       | -       | -                | -                                |
| 2021     | 1              | 0              | 4              | 4              | 70             | 99             | -       | -       | -       | -       | -       | -                | -                                |
| 2022     | 4              | 0              | 1              | 5              | 140            | 78             | 1       | 1       | 2       | 52      | 24      | Terzo posto      | Sechenov Phoenix/Moscow Patriots |
| Totale   | 21             | 0              | 18             | 39             | 958            | 802            | 1       | 3       | 4       | 86      | 84      |                  |                                  |

Fonti: Enciclopedia del Football - A cura di Roberto Mezzetti

#### Coppa
| Stagione | regular season | regular season | regular season | regular season | regular season | regular season | playoff | playoff | playoff | playoff | playoff | playoff   | playoff                   |
|          | Vin            | Par            | Per            | Tot            | PF             | PS             | Vin     | Per     | Tot     | PF      | PS      | risultato | avversaria                |
| -------- | -------------- | -------------- | -------------- | -------------- | -------------- | -------------- | ------- | ------- | ------- | ------- | ------- | --------- | ------------------------- |
| 2015     | -              | -              | -              | -              | -              | -              | 2       | 1       | 3       | 59      | 92      | Finale    | Moscow Black Storm        |
| 2021     | -              | -              | -              | -              | -              | -              | 3       | 0       | 3       | 123     | 22      | Campioni  | Sankt Petersburg Griffins |
| Totale   | -              | -              | -              | -              | -              | -              | 5       | 1       | 6       | 182     | 114     |           |                           |

Fonti: Enciclopedia del Football - A cura di Roberto Mezzetti

### Tornei internazionali

#### Monte Clark Cup
| Stagione | regular season | regular season | regular season | regular season | regular season | regular season | playoff | playoff | playoff | playoff | playoff | playoff      | playoff     |
|          | Vin            | Par            | Per            | Tot            | PF             | PS             | Vin     | Per     | Tot     | PF      | PS      | risultato    | avversaria  |
| -------- | -------------- | -------------- | -------------- | -------------- | -------------- | -------------- | ------- | ------- | ------- | ------- | ------- | ------------ | ----------- |
| 2018     | 3              | 0              | 1              | 4              | 93             | 32             | 0       | 2       | 2       | 48      | 86      | Quarto posto | Minsk Zubrs |
| Totale   | 3              | 0              | 1              | 4              | 93             | 32             | 0       | 2       | 2       | 48      | 86      |              |             |

Fonti: Enciclopedia del Football - A cura di Roberto Mezzetti

#### CFL
| Stagione | regular season | regular season | regular season | regular season | regular season | regular season | playoff | playoff | playoff | playoff | playoff | playoff   | playoff       |
|          | Vin            | Par            | Per            | Tot            | PF             | PS             | Vin     | Per     | Tot     | PF      | PS      | risultato | avversaria    |
| -------- | -------------- | -------------- | -------------- | -------------- | -------------- | -------------- | ------- | ------- | ------- | ------- | ------- | --------- | ------------- |
| 2018     | -              | -              | -              | -              | -              | -              | 1       | 1       | 2       | 57      | 34      | Finale    | Minsk Litwins |
| Totale   | -              | -              | -              | -              | -              | -              | 1       | 1       | 2       | 57      | 34      |           |               |

Fonti: Enciclopedia del Football - A cura di Roberto Mezzetti

#### Eastern European Superleague
| Stagione | regular season | regular season | regular season | regular season | regular season | regular season | playoff | playoff | playoff | playoff | playoff | playoff   | playoff         |
|          | Vin            | Par            | Per            | Tot            | PF             | PS             | Vin     | Per     | Tot     | PF      | PS      | risultato | avversaria      |
| -------- | -------------- | -------------- | -------------- | -------------- | -------------- | -------------- | ------- | ------- | ------- | ------- | ------- | --------- | --------------- |
| 2019     | 5              | 0              | 1              | 6              | 94             | 65             | 0       | 1       | 1       | 16      | 42      | Finale    | Moscow Spartans |
| Totale   | 5              | 0              | 1              | 6              | 94             | 65             | 0       | 1       | 1       | 16      | 42      |           |                 |

Fonti: Enciclopedia del Football - A cura di Roberto Mezzetti

### Tornei locali

#### Campionato moscovita
| Stagione | regular season | regular season | regular season | regular season | regular season | regular season | playoff | playoff | playoff | playoff | playoff | playoff   | playoff       |
|          | Vin            | Par            | Per            | Tot            | PF             | PS             | Vin     | Per     | Tot     | PF      | PS      | risultato | avversaria    |
| -------- | -------------- | -------------- | -------------- | -------------- | -------------- | -------------- | ------- | ------- | ------- | ------- | ------- | --------- | ------------- |
| 2018     | 4              | 0              | 0              | 4              | 141            | 26             | 1       | 0       | 1       | 42      | 6       | Campioni  | Moscow Bruins |
| Totale   | 4              | 0              | 0              | 4              | 141            | 26             | 1       | 0       | 1       | 42      | 6       |           |               |

Fonti: Enciclopedia del Football - A cura di Roberto Mezzetti

### Riepilogo fasi finali disputate
| Anno              | Luogo           | Evento                      | Fase del torneo      | Incontro                                                         | Risultato |
| 16 agosto 2014    | Mosca           | Campionato russo            | Quarti di finale     | Moscow Patriots - Sankt Petersburg Vikings                       | 30 - 7    |
| 7 novembre 2015   | San Pietroburgo | Coppa di Russia             | Finale               | Moscow Black Storm - Sankt Petersburg North Legion               | 43 - 3    |
| 13 agosto 2016    | Puškin          | LAF                         | Ottavi di finale     | Sankt Petersburg North Legion - Sankt Petersburg Griffins        | 27 - 30   |
| 8 luglio 2018     | Minsk           | Monte Clark Cup             | Finale 3º - 4º posto | Sankt Petersburg North Legion - Minsk Zubrs                      | 34 - 54   |
| 21 luglio 2018    | Mosca           | Campionato moscovita        | Finale               | Sankt Petersburg North Legion - Moscow Bruins                    | 42 - 6    |
| 29 settembre 2018 | San Pietroburgo | Continental Football League | Finale               | Sankt Petersburg North Legion - Minsk Litwins                    | 12 - 28   |
| 13 luglio 2019    | Puškin          | EESL                        | Finale               | Sankt Petersburg North Legion - Moscow Spartans                  | 16 - 42   |
| 26 settembre 2021 | San Pietroburgo | Coppa di Russia             | Finale               | Sankt Petersburg Griffins - Sankt Petersburg North Legion        | 0 - 38    |
| 30 luglio 2022    |                 | EESL                        | Finale 3º - 4º posto | Sankt Petersburg North Legion - Sechenov Phoenix/Moscow Patriots | 39 - 0    |

## Palmarès
- 1 Coppa di Russia (2021)
- 1 Campionato moscovita (2018)